# Исповедь (фильм, 1962)
«Исповедь» — антирелигиозный фильм 1962 года режиссёра Всеволода Воронина.

## Сюжет
Молодой талантливый художник-самоучка Василий под влиянием церковников поступил в духовную семинарию. Однако лицемерие и двоедушие служителей культа, их жестокая фанатичность оттолкнули юношу от церкви.

## В ролях
- Иван Бортник — Василий
- Нина Магер — Оксана
- Андрей Абрикосов — отец Фотий, ректор семинарии
- Юрий Пузырёв — Андрей
- Владимир Антонов — Савва, семинарист, сын ректора Фотия
- Евгений Тетерин — Благов
- Варвара Губенко— Евдокия
- Георгий Бабенко — священник
- Василий Векшин — семинарист
- Роза Балашова — заведующая ЗАГСа
- Нина Иванова — регистратор ЗАГСа
- Татьяна Солошек
- Станислав Молганов — семинарист
- Анатолий Теремец — семинарист
- Михаил Хорош  — эпизод

## Создание
Съёмки проходили в Одесской духовной семинарии, которая в 1961 году была переведена в гостиничные корпуса Успенского монастыря. Натурные места съёмок — Одесса: можно видеть храм святителя Григория Богослова и мученицы Зои, в роли здания художественного училища в фильме выступают здание Музея Морского флота и здание биологического факультета Одесского университета им. И. И. Мечникова. Также, в фильме показан строящийся дом № 11 по проспекту Шевченко. Некоторые сцены сняты в Киеве, например, в кадре можно видеть Зелёный театр.
Это второй в карьере и первый самостоятельный фильм оператора Вадима Костроменко.
Дебютный фильм и сразу главная роль для 22-летнего, только окончившего «Театральный институт имени Бориса Щукина», актёра Ивана Бортника. После съёмок он восемь лет не играл в кино. В ряде источников можно встретить утверждение, что так получилось оттого, что на премьере он себе не понравился и постоянно отворачивался от экрана.Однако, сам актёр в интервью свой долгий перерыв в съёмках объяснил тем, что ему, как моложавому на вид, предлагали роли несерьёзные и скучные. Фильм же «Исповедь» он хотя и характеризовал как «довольно средний фильм», но заметил, что «в общем-то фильм получился вполне религиозный и очень красивый».
В фильме состоялся кинодебют Владимира Антонова.
Единственная роль в кино Татьяны Солошек.

## Критика
Как отметил журнал «Искусство кино» за 1969 год, из снятых в начале 1960-х годов шестнадцати фильмов «Одесской киностудии» только три фильма («Исповедь» В. Воронина, «Приходите завтра…» Е. Ташкова, «Никогда» В. Дьяченко и П. Тодоровского) получили положительную оценку зрителя и кинематографической общественности.
В книге 2018 года доктор культурологии, кандидат искусствоведения, профессор департамента медиа НИУ ВШЭ Анна Алексеевна Новикова отметила, что фильм является редким для советского кино случаем показа священника современного времени фильма — обычно это либо персонажи исторических фильмов, либо эпизодичные, чаще плакатные отрицательные персонажи:

Изредка встречались и более сложные истории, например, фильм «Исповедь». Несмотря на то, что в целом фильм не выходил за рамки атеистических «агиток», в нём всё-таки затрагивались реальные проблемы духовного образования, в частности, подмена религиозного воспитания дисциплинарной жесткостью, формализмом, фарисейством. Фильм ассоциируется с «Очерками бурсы» Н. Помяловского. Церковная культура предстает как антагонистическая интеллигентской (и научной, и творческой).— Новикова А.А. - «Воображаемое сообщество. Очерки экранного образа российской интеллигенции», 2018
Киновед Евгений Марголит отметил, что напротив — фильм никоим образом не противопоставляет религию и культуру, и даже не является антирелигиозным, а лишь антиклерикальным. При этом по мнению Евгения Марголита хотя фильм и был «вполне проходной» и «это такое невнятное кино», где блекло выглядят даже такие актёры как Иван Бортник и Андрей Абрикосов, но в то же время заметил, что для него «едва ли не откровением стал» образ сына ректора, друга главного героя — блаженного семинариста Саввы воплощённый на экране Владимиром Антоновым.
По мнению доктора исторических наук, доцента исторического факультета Уральского государственного университета Л. Н. Мазур, в отличие от подобных фильмов 1960-х годов, в «Исповеди», хоть и с позиций неприятия религии, дан анализ причин обращения человека к религии как форме самоопределения личности:

По глубине анализа причин роста религиозности в послевоенный период выделяется фильм «Исповедь» (1962, реж. В. Воронин), рассказывающий о судьбе молодого художника, который ищет себя, но не находит понимания среди близких и в результате попадает в духовную семинарию. Его жизненная история интересна с позиций понимания личностных причин (смерть матери, чувство вины, одиночество и невнимание окружающих), которые подталкивают человека к богоискательству. Их философское обобщение звучит в размышлениях священника: «Смысл жизни разные люди ищут в разном, кто — в религии, кто — в материализме».
Киновед Евгений Марголит подметил, что актёр Андрей Абрикосов играющий в фильме ректора семинарии отца Фотия, до этого играл в фильме Эйзенштейна «Иван Грозный» митрополита московского Филиппа.